# Феминистичка лингвистика
Феминистичка лингвистика је научна интердисциплина која обухвата теоријска и емпиријска истраживања у науци о језику и усмерава их ка објашњавању и разоткривању начина на који су род и пол у различитим језицима међусобно повезани у друштву и у култури. Језик рефлектује патријархалне односе моћи у друштву, што најчешће видимо у различитим облицима сексизма у језику у нашој култури.
Феминистичка лингвистика настала је пре више од двадесет година као ново поље истраживања у оквиру науке о језику. За разлику од саме лингвистике, феминистичка лингвистика не покушава само да опише језички систем и језичку норму, већ и да их критикује, тј. да укаже на њихове недостатке. Феминистичка лингвистика настоји да утврди на који се начин женски род појављује у језику и залаже се за отклањање родних стереотипа у језику као и родно дискриминаторног говора. Инсистира се на отклањању сексизма у друштву, а афирмише се постојање различитости у, која је подржана документима Уједињених нација, Савета Европе, законима и скупштинским одлукама. С друге стране, имајући у виду да су жене све присутније у јавним секторима и на позицијама које су раније биле резервисане за мушкарце, употребом родно осетљивог језика жене постају видљивије у језику, што је један од главних циљева феминистичке лингвистике.
Феминистичка критика језика је код нас двојака: 1. присутан је критички однос према употреби језика у јавној (институционалној) и приватној (личној) сфери; 2. доприноси дискусији о нормирању и стандардизацији родно осетљивог језика. Развој ФЛ пратимо према теоријском концепту који заступају истраживачице и теоретичарке: 1. теорија недостатка, 2. теорија разлике и 3. конструктивистичка теорија.